# 戦極姫 -戦乱の世に焔立つ-
『戦極姫〜戦乱の世に焔立つ〜』（せんごくひめ・せんらんのよにほむらたつ）とは2008年11月20日に発売された、げーせん18のアダルトゲームである。
2009年11月12日に『戦極姫〜戦乱に舞う乙女達〜』と題するPlayStation 2版、PlayStation Portable版がイエティより発売されている。
2011年11月25日にはグラフィックを新しく描き直した新装版が発売された。主な変更点はイベントCGのクォリティアップ、PS2/PSP版準拠の立ち絵差し替え、店舗特典で人気の高かった源義経の追加など。

## 概要
戦国時代、プレーヤーは大名家の軍師となって天下統一を目指す戦国物のSLGで織田信長や武田信玄といった著名な戦国武将が女性化されているのが特徴である。
システムには、親会社であるシステムソフト・アルファーが2002年に発売したWINDOWS用ソフト『天下統一ADVANCE』のものを流用している。
最初に選択できる大名家は上杉家・織田家・毛利家・島津家の4家。2プレイ目以降、条件を満たすことができれば武田家も追加される。これらの大名家にはシナリオが用意されており、天下統一を進めながらシナリオを進んでいく形になる。
さらに別の条件を満たせば全ての大名家から選択できる｢群雄モード｣がプレイできるようになる。あえて弱小大名での天下統一を目指すなどのやり込み要素もある。
なお、設定の都合上、年代の概念はない。そのためキャラが寿命で死ぬ事もない。

## シリーズ一覧
- 戦極姫〜戦乱の世に焔立つ〜（Windows）（2008年11月20日発売）
  - 戦極姫〜戦乱の世に焔立つ〜新装版（Windows）（2011年11月25日発売）
- 戦極姫〜戦乱に舞う乙女達〜（PS2/PSP）（2009年11月12日発売）
- 戦極姫2〜戦乱の世、群雄嵐の如く〜（Windows）（2010年2月19日発売）
  - 雀極姫（Windows）（2011年1月28日発売）
- 戦極姫2〜葉隠の乙女、戦乱に乗ず〜（Xbox 360）（2010年6月24日発売）
- 戦極姫2炎〜百華、戦乱辰風の如く〜（PS2）（2010年12月2日発売）
- 戦極姫2嵐〜百華、戦乱辰風の如く〜（PSP）（2010年12月2日発売）
- 戦極姫3〜天下を切り裂く光と影〜（Windows）（2011年6月17日発売）
  - 戦極姫3〜天下を切り裂く光と影〜遊戯強化版-壱の巻-（Windows用パワーアップキット）（2011年12月9日発売）
  - 戦極姫3〜天下を切り裂く光と影〜（PSP）（2012年3月29日発売）
  - 戦極姫3〜天下を切り裂く光と影〜（PS3）（2012年12月20日発売）
  - 戦極姫3〜天下を切り裂く光と影〜（PS VITA）（2013年1月31日発売）
- 戦極姫4〜争覇百計、花守る誓い〜（Windows）（2012年12月14日発売）
  - 戦極姫4〜争覇百計、花守る誓い〜（PSP）（2014年1月23日発売）
  - 戦極姫4〜争覇百計、花守る誓い〜（PS3）（2014年2月27日発売）
  - 戦極姫4〜争覇百計、花守る誓い〜（PS VITA）（2014年6月19日発売）
- 戦極姫5〜戦禍断つ覇王の系譜〜（Windows）（2013年12月6日発売）
- 戦極姫5〜戦禍断つ覇王の系譜〜（PS VITA、PS3、PS4）（2014年12月11日発売）
- 戦極姫6〜天下覚醒、新月の煌き～（Windows）（2015年3月27日発売）
  - 戦極姫6〜天下覚醒、新月の煌き〜遊戯強化版・壱（2015年8月28日発売）
  - 戦極姫6〜天下覚醒、新月の煌き〜遊戯強化版・弐（2016年7月22日発売）
- 戦極姫7〜戦雲つらぬく紅蓮の遺志〜（Windows)（2016年10月28日発売）
  - 戦極姫7〜戦雲つらぬく紅蓮の遺志〜遊戯強化版・壱（Windows)（2017年3月24日発売）
  - 戦極姫7〜戦雲つらぬく紅蓮の遺志〜遊戯強化版・弐（Windows)（2017年7月14日発売）
  - 戦極姫7〜戦雲つらぬく紅蓮の遺志〜（PS VITA)（2018年10月11日発売）
  - 戦極姫7〜戦雲つらぬく紅蓮の遺志〜（PS4)（2019年1月24日発売）

## 武将
武将には主に3つのタイプに分かれる。
- 女性武将：女性化されていて、エッチシーンもある武将
- 男性武将：男性ではあるがADVパートに登場することもある武将
- 汎用武将：アイコンが汎用タイプの武将。シナリオには絡んでこない完全な駒（女性化されているキャラもいる）

どのタイプも能力に違いはない。
また、パラメーターは統率・智謀・忠誠の3つで、値は1～16である。
統率が戦闘、智謀が内政、忠誠は引き抜かれる確率・謀反を起こす確率に関わっている。
一部の武将には忠誠が無く、引き抜かれる事も謀反を起こす事もない。
その他、シナリオモードでは特定の武将が死亡するとゲームオーバーとなる。

## 主人公
天城颯馬（あまぎ そうま）
モデル：なし
絵師：真紅
CV：なし
このゲームの主人公、プレイヤーが選んだ陣営に所属し、軍師を務める。真面目な好青年だが、やや弱気な部分があるのと、世話好きな性格故に苦労することが多い。また、女性に対して鈍感である。所属陣営ごとに生まれなどの設定がそれぞれ違う。主君との関係は幼馴染（島津家・毛利家）、流れ者の軍師（織田家・上杉家）となっている。統率・智謀は共に平均以上で、高性能なバランス型武将。
群雄モードには登場しない。
キクゴロー
モデル：なし
絵師：非公表→真紅（PS2/PSP版）
CV：なし
颯馬と共に行動している猫。知猫（ちねこ）という人の言葉が喋れる猫で、祖先から代々知識を継承しているので知識が豊富。色々な猫キャラと比較すると、顔の作りが人間っぽく作られている。

## 初期所属勢力
なお、各大名家には汎用武将も配備されているが汎用武将の紹介は省略する。また、ゲーム内容はフィクションであり歴史上の事実に関してはモデルとなった武将・大名の項目を参照のこと。

### 上杉家（長尾家）
長尾景虎（上杉景虎）を当主として仰ぐ一族。春日山城を本拠地とする国人領主（土豪）で当初は守護代長尾家だった。流れ者の軍師として世を渡っていた颯馬が春日山に来た時には守護・上杉家当主の上杉憲政が国を追われ「越後を統一できた者が上杉を名乗るべし」と言い遺したので、上杉の名跡を継承すべく群雄が争う状況に突入していた。軍神をその身に宿らせる少女、長尾景虎の下で家中は一つにまとまっており颯馬は彼女の気高さに引かれて長尾家（のち上杉家）に仕えることになる。
長尾景虎（ながお かげとら）→上杉謙信（うえすぎ けんしん）
モデル：上杉謙信
絵師：yan-yam
CV：青葉りんご
長尾家の当主。長い髪を後ろで一つに束ねているのでぱっと見には短髪のように見え、美少年のような凛々しさを備えていることから女性にも人気がある。愚直なまでに正義を重んじ卑怯な事はしない人間で、毘沙門天に身を捧げるあまりに女性としての幸せを放棄しているようなところがある。越後国内統一後に長尾景虎から上杉謙信に改名し、それに合わせてユニット名も変更される。
直江兼続（なおえ かねつぐ）
モデル：直江兼続
絵師：和光天水→yan-yam（PS2/PSP版）
CV：風音
謙信の腹心。青髪ショートヘアの美少女で、頭に「愛」の面のような前立をくっつけている。謙信に心酔していて、謙信と親しげに話す颯馬のことを嫌っている。ただし、自分が悪いと思ったら颯馬へも素直に謝る実直さを持っている。
宇佐美定満（うさみ さだみつ）
モデル：宇佐美定満
絵師：米柄了→ごばん（PS2/PSP版）
CV：草柳順子、中田順子（PS2/PSP）
上杉謙信の片腕で武力に優れている。寡黙。胸が巨大で、合う甲冑がないことと窮屈さを嫌うことから紐のようなもので乳首を隠しただけの、ほとんど丸出しのような状態になっている。宇佐美というだけで頭にウサミミのような飾り物をつけているのが特徴。水練が苦手だったのに舟遊びは好きという難儀な人。

### 織田家
尾張に割拠する豪族。当主の織田信長はうつけ者として近隣諸国に名を轟かせている。颯馬は寄らば大樹の陰とばかりに今川家に仕官しようとしたが運命の悪戯によって、よりによって仕官したくなかった織田家に仕官する羽目になってしまう。各武将は有能といえば有能ではあるがまとめ役になれる者がおらず、よくも悪くもワンマン体制。
織田信長（おだ のぶなが）
モデル：織田信長
絵師：みつるぎあおい→とむそおや（PS2/PSP版）
CV：花南、上田朱音（PS2/PSP版）
大きな胸と、膝に達するぐらいに伸びた赤い髪が印象的な美少女。傍若無人な態度と奇異な行動で「うつけ者」といわれるが、周囲からの悪評をも利用しようとするしたたかさや、予想外の発想と常軌を逸した行動力で織田家を引っ張っていく。
大名家当主の威を保とうと意識するあまり自分の感情に素直になれないところがあり、颯馬への接し方も時々ちぐはぐになってしまう。
明智光秀（あけち みつひで）
モデル：明智光秀
絵師：みつるぎあおい→とむそおや（PS2/PSP版）
CV：水純なな歩、澤宮菜穂（PS2/PSP版）
織田家の重臣で、あだ名で呼ばれる織田家家臣の中で「光秀」と名前で呼ばれるほどに信頼を得ている武将。戦闘力が高くて、火縄銃の取り扱いにも優れる。冷静沈着で目的のために非情にもなる。愛する対象には一途に尽くす人物である。巨乳の信長に比べて控えめな自分の胸に若干のコンプレックスがある。
柴田勝家（しばた かついえ）
モデル：柴田勝家
絵師：鱗屋→kyo1（PS2/PSP版）
CV：なし
織田家譜代の重臣で、信長からは「ヒゲ」と呼ばれている。脳味噌筋肉な武将で殴り合いには強いが、頭を使う仕事は全然駄目である。木下藤吉郎からは人ではなくゴリラだと思われている。
丹羽長秀（にわ ながひで）
モデル：丹羽長秀
絵師：kyo1
CV：なし
織田家譜代の重臣で信長からは「米五郎」と呼ばれている。頭の真ん中を月代として剃っているのか、あるいは禿げているのか見当のつかない飄々とした中年で縁の下の力持ちとしてあるいは数少ない常識人として織田家を支えている。木下藤吉郎の同居人。
木下藤吉郎（きのした とうきちろう）
モデル：豊臣秀吉
絵師：kyo1
CV：なし
人語を喋る猿。身分は足軽頭なのだが、そんなの関係ねえとばかりに軍議に出ては信長にどつかれている。身分の割に非常に態度が大きく、傍若無人振りでは信長といい勝負。勝家を目の仇にしている。
織田信行（おだ のぶゆき）
モデル：織田信行
絵師：真紅
CV：なし
信長の実弟。一見すると爽やかで礼儀正しい好青年のように見えるが、中身は織田家の権威を笠に着て、街娘を強姦するなど悪事の限りを尽くす小悪党。信長に反発して謀反を起こすが簡単に敗れて光秀に成敗される。信長いわく「小さい頃は仲が良かったが、女性である信長が家督を継ぐことになって歪んだ」のこと。

### 毛利家
先々代の毛利弘元は安芸の国人衆を束ねて中国地方で覇を唱えた強豪で、志道広良と「今年は関東の攻め寄せる機は如何に」「時期尚早である」というやりとりをしていた程だったが、中国地方統一を目前にして急逝。それからというもの、毛利家は坂道を転がるように零落し、元就が家督を継ぐ頃には、領国・安芸を維持するのもやっとな状態にまで衰えてしまった。
颯馬は弘元に拾われた孤児で、元就とは兄弟のように育ってきた間柄。安国寺に入って僧を目指していたものの、毛利家の現状を見るに見かねて剃髪前に還俗し、毛利家に仕えることになる。
毛利元就（もうり もとなり）
モデル：毛利元就
絵師：和光天水→熊虎たつみ（PS2/PSP版）
CV：草柳順子、中田順子（PS2/PSP）
毛利家のうら若き当主。貧乳三つ編みお下げで眼鏡。兄興元の急死により幼くして継ぎたくもない家督を継いだことと政務を家老の志道広良が代行している事から当主という自覚がいまいち薄く、重臣の一部（井上元兼ら）からも馬鹿にされている。また戦国時代を生き抜くには優しすぎるため、過酷な現実を前にして苦悩することが多い。けれど颯馬や広良、三猫の助けもあって君主として成長していく。
志道広良（しじ ひろよし）
モデル：志道広良
絵師：kyo1
CV：なし
毛利家に仕える譜代の老臣で弘元亡き後、元就を支えて縦横無尽の働きをしている。元就を溺愛しているが故に、彼女に厳しく接している。激務に追われて婚期を逃してしまったため子供がおらず、元就と颯馬を実の子のように思っている。若い頃の自慢話を始めると長くなるのが欠点。
毛利ガーナ
毛利オルテナ
毛利ナッシュ
モデル：後述
絵師：米柄了→日下こかげ（PS2/PSP版）
CV：桜川未央、小林眞紀（PS2/PSP）（ともに三役兼任）
元就が拾った3匹の雌猫かと思っていたら実は大きくなると人と同じになる猫人（ねこびと）という種族で、三猫を毛利家に居させたいという颯馬の機転により毛利家の武将として働くことになる。戦闘能力が極めて高く「毛利三連星」と恐れられるが性格はいたって子猫で拾ってくれた元就と颯馬を親猫のように慕って懐いている。ガーナは誠実、オルテナは腕白、ナッシュは知恵が回るといった特徴がある。
毛利隆元・吉川元春・小早川隆景に相当する。名称の由来は『機動戦士ガンダム』の黒い三連星のガイア・オルテガ・マッシュから。

### 島津家
源頼朝の末裔といわれ鎌倉以来、薩摩の地に根を張る豪族。長女の義久が底なしの包容力で家中をまとめ次女の義弘が戦の陣頭に立ち、三女の歳久が行政や戦略を立案。末っ子の家久が状況に応じてサポートに回るという形で役割分担がされているが、平時は歳久と家久でなんとかなってしまう。
颯馬は家が隣同士という縁から島津に尽くした両親が死んだ後、島津家に引き取られて家族のように育っていた。このため、なんだかんだ言いつつも四姉妹たちからは好かれている。当主は義久であるが四姉妹全員がメインヒロインと言ってもよく、エロラブコメ要素の強い物語が展開される。
島津義久（しまづ よしひさ）
モデル：島津義久
絵師：華師（戦極姫）
CV：歌織、富山あかり（PS2/PSP版）
島津家の当主にして長女。通称は「ひさねえ」。ロングヘアにナイスバディの持ち主。大名家当主としては底抜けにおおらか過ぎる性格で島津家のお母さんを自認しているが政治軍務にはまったく役に立たず、家事もこなせない。個人の武芸は確かで颯馬より荒事の立ち回りも慣れているぐらいだが、軍勢を率いるのは不得手。しかし、無限大のおおらかさと優しさで家中を包み込んでいる存在で島津家にとってはなくてならない「おねえちゃん」になっている。颯馬を見たら大きな胸を持つ身体で抱きつき甘えるため、それが色々と颯馬にとって悩みのたねになっている。
島津義弘（しまづ よしひろ）
モデル：島津義弘
絵師：華師
CV：中家志穂、橘志穂（PS2/PSP版）
島津家の次女で通称は「ひろねえ」あるいは「ひろちゃん」。島津家の武力担当で合戦では常に先頭に立って勇猛果敢な活躍を見せる将だが、恋愛ごとには奥手。生真面目で説教じみた性格。外はね気味なセミロングにヘアバンド代わりのリボンという外見で身体を鍛えるのが趣味だが、一方でその筋肉質な身体と小さめな胸を気にしている。
颯馬とは同い年ぐらいで義久が抱きつくたびにあるいは寝坊して起こしても起きないからという理由でしばしば殴っているので、颯馬の悩みの種になっている。しかしこれは嫌悪感からくるものではなく、むしろ颯馬が気になるあまりに素直になれないという心境からくるものである。
島津歳久（しまづ としひさ）
モデル：島津歳久
絵師：華師
CV：東かりん、平山縁（PS2/PSP版）
島津家の三女で通称は「としちゃん」あるいは「としねえ」。四姉妹の中では一番頭がよく、知識も豊富。天才を自称をする自信家で、島津家における頭脳。戦略戦術を立案したり、家久と共に行政を担当するなどある意味では実質的な島津の当主。しかし打たれ弱い部分があり対人関係においては義弘同様に不器用なので、時には家久におもちゃにされることもある。
義弘が颯馬を殴る姿をたびたび見ていることから颯馬の評価は低く、また歳久は精神的に痛めつける。しかし、嫌っているわけではない。
島津家久（しまづ いえひさ）
モデル：島津家久
絵師：華師
CV：桜川未央、小林眞紀（PS2/PSP版）
島津家の末っ子で通称は「いえちゃん」。四姉妹の中で家久だけは「おにいちゃん」と颯馬を慕い慰めるため颯馬にとっての心の安らぎとなっている。しかし悪賢い部分があり、四姉妹の中では唯一、状況にあわせて効果的に立ち回れる器用さを持っている。

### 武田家
条件を満たせば、2プレイ目以降にシナリオ付きでプレイできる勢力。甲斐を中心として勢力を広げる強豪。主だった家臣に「風林火山」を構成する山県昌景、馬場信春、内藤昌秀、虎綱春日に「雷」の真田幸村と「陰」の山本勘介がいる。颯馬は信玄に仕える祐筆で書記以外の何物でもないのだが、武田信玄の一族で家中からの信望の厚い典厩（武田信繁）に唯一取り次げる人物で「典厩様がこう言っていた」という言伝を用いることで望外の発言力を持っている。
武田信玄（たけだ しんげん）
モデル：武田信玄
絵師：yan-yam
CV：成瀬未亜
甲斐武田家の当主。家中を完全に掌握している。真田幸村よりも年下で、見た目は小学生から中学生ぐらいの可愛らしい少女で、白く長いストレートの髪と、赤い甲冑が特徴。闘争心は強いが冷静で感情をあまり表に出さないが、謙信を相手にするとつい熱くなってしまう。颯馬に対しては、かなり含むものを持っている。
真田幸村（さなだ ゆきむら）
モデル：真田幸村
絵師：和光天水→熊虎たつみ（PS2/PSP版）
CV：高槻つばさ、雪野梨沙（PS2/PSP版）
年下の信玄に敬愛を抱いているが、それ以外の人間には礼を欠いた対応することも多い。若いながらも「雷」の名を持つ重臣だが、武勇と激情に任せて突貫していくのが欠点。
軽輩の立場でありながら典厩の名を用いて発言し軍略に影響を与える颯馬に不信感を持っている。
山県昌景（やまがた まさかげ）
モデル：山県昌景
絵師：Kyo1
CV：なし
風林火山の「山」を司る武田四天王の重臣。「動かざる山県」の異名の通りに、重厚な雰囲気を漂わせている男。武田四天王のリーダー格で、四天王最強と名高い男。勘助と並んで宿老である。
馬場信春（ばば のぶはる）
モデル：馬場信春
絵師：真紅
CV：なし
風林火山の「火」を司る武田四天王の重臣。四天王最強の戦闘能力を持つ、通称「烈火の馬場」「不死身の馬場」。馬の被り物のような兜を被っているためにバカっぽくみえるが、非常に真面目で誠実な男である。
内藤昌秀（ないとう まさひで）
モデル：内藤昌秀
絵師：kyo1
CV：なし
風林火山の「風」を司る武田四天王の重臣。通称は「風の如くの内藤」自分の美貌に絶大なる自信を持つナルシスト。巨乳が嫌い。兵法では圧倒的な速さに拘る。
虎綱春日（とらつな はるひ）
モデル：春日虎綱
絵師：和光天水
CV：草柳順子、中田順子（PS2/PSP版）
風林火山の「林」を司る四天王唯一の女性。通称は「静かなる虎綱」信玄に能力を認められて、四天王に抜擢されたが恥ずかしがりやで自信の無さから能力を充分に生かせていない。
山本勘助（やまもと かんすけ）
モデル：山本勘助
絵師：鱗屋→Kyo1（PS2/PSP版）
CV：なし
「陰」の称号を持つ武田軍の軍師。四天王ではないが、昌景と共に武田家を支えている隻眼の宿老。
武田信廉
モデル：武田信廉
信玄の妹。「その弐」以降のスペシャルデータを適用すると登場する助っ人キャラ。武将のアイコンは信玄とほぼ同じであり、イベントはない。
武田信繁
モデル：武田信繁
武田一門で信玄の親族に当たる謎の人物。病弱な為、表に出る事はほとんどなく、家中でもほとんど姿を見た者はいないが、「典厩」と呼ばれ信玄を始め、家中で絶大な信頼を得ており、現状で颯馬が代理および唯一の取次役になっている。
彼の正体こそが武田家の物語の根幹部分となっている。

## その他の勢力
汎用武将だけで構成される勢力は今川氏を除き省略する。史実に関しては、モデルとなった武将・大名の項目を参考のこと。

### 龍造寺家
肥前の一部を支配する豪族。モデルは龍造寺氏。
龍造寺隆信（りゅうぞうじ たかのぶ）
モデル：龍造寺隆信
絵師：Kyo1
CV：なし
熊の毛皮を身に着けている容貌魁偉な武将。龍造寺四天王を筆頭とする精強な旗本・馬廻衆を率いている。
成松信勝（なりまつ のぶかつ）
モデル：成松信勝
絵師：Kyo1
CV：なし
龍造寺四天王のリーダー格。現在の龍造寺家のあり方に疑問を抱きつつも、主家に仕える以外の生き方を知らない不器用な男。
百武賢兼（ひゃくたけ ともかね）
モデル：百武賢兼
絵師：Kyo1
CV：なし
龍造寺四天王の一人。鍛え抜かれた己の肉体を武器にする。一見ただの筋肉バカだが、実は智謀にも長けた賢い男。知勇衆に優れるものの自己中心的で酷薄なところのある主君・隆信の振る舞いに苦悩している。
木下昌直（きのした まさなお）
モデル：木下昌直
絵師：Kyo1
CV：なし
龍造寺四天王の一人。武勇に優れた男だが自信過剰なところあり、四天王のリーダー格である成松信勝に対抗意識を燃やしている。
常信エリ（つねのぶ -）
モデル：江里口信常
絵師：西脇ゆぅり→熊虎たつみ（PS2/PSP版）
CV：杉原茉莉、水口まつり（PS2/PSP版）
龍造寺四天王の一人。女性だが四天王でも一、二を争う実力の持ち主。男勝りで行動力がありスタイルもいい。
円城寺胤（えんじょうじ たね）
モデル：円城寺信胤
絵師：西脇ゆぅり→さいばし（PS2/PSP版）
CV：花南、上田朱音（PS2/PSP版）
龍造寺四天王の一人。おっとりした少女。エリと行動を共にすることが多く、なんだかんだで馬が合う。
成松から円城寺は「龍造寺四天王」だが、なぜか5人いる。エリは、そのことに疑問を感じている。

### 大友家
筑後、豊後の全域、豊前の一部を支配する小大名。モデルは大友氏。
大友フランシス宗麟（おおとも - そうりん）
モデル：大友宗麟
絵師：あまぎみちひと
CV：水純なな歩、澤宮菜穂（PS2/PSP版）
大友家は屈指の名門で且つ強大な勢力を誇っている事から箱入り娘として育ってきた。世の中のことをわかっていないことから簡単に南蛮神教の神父であるカブラエルに篭絡されて、傀儡にされてしまっている。ボリューム溢れる髪と胸にシスターを思わせる服装をしているが、ドレスの下は裸である。
直接では無いにしろ颯馬の両親を死なせてしまった事から颯馬に恨まれている。ストーリーを進めると真実を知り、颯馬に謝罪をし、フランシスの名を捨てるが南蛮神教自体は崇拝している。
立花道雪（たちばな どうせつ）
モデル：立花道雪
絵師：yan-yam
CV：青葉りんご
当主がカブラエルの傀儡とされしまって衰退を始めた大友家を支える武将。雷に打たれたことにより両足が動かないが、戦場に出れば車椅子を巧みに操って縦横無尽の戦ぶりを見せ付ける。君主のフランシスとは対照的に和服に黒髪と和風な様相で外見がまとめられている。
人気投票では3位になった。
カブラエル
モデル：フランシスコ・カブラル
絵師：Kyo1
CV：なし
南蛮神教の神父で実質的な大友家の当主。イベントに登場するだけで武将としては登場しない。

### 大内家
筑前、周防、長門、安芸、石見のそれぞれ一部を支配する戦国大名。モデルは大内氏。
大内義隆（おおうち よしたか）
モデル：大内義隆
絵師：Kyo1
CV：なし
西洋にかぶれており、周囲からは呆れられている。
冷泉隆豊（れいぜい たかとよ）
モデル：冷泉隆豊
絵師：Kyo1
CV：なし
大内家の忠臣。（公家の）冷泉家の裔であり、平安時代の陰陽師といった外見をしている。冷静な物言いながら武勇に長けた将。

### 尼子家
出雲の全域および、石見、備後、伯耆、美作の一部を支配する小大名。モデルは尼子氏。
尼子晴久（あまご はるひさ）
モデル：尼子晴久
絵師：Kyo1
CV：なし
家臣を単なるを駒としか見ていないが優れた謀将。
山中鹿介（やまなか しかすけ）
モデル：山中鹿介
絵師：あまぎみちひと
CV：野宮香央里、宮沢ゆあな（PS2/PSP版）
尼子の勇士。毛利家の3猫に相対する存在としてか、兜の前立てがガンダムのアンテナを模したものとなっている。

### 村上水兵
村上さん（むらかみ -）
モデル：村上水軍
絵師：みつるぎあおい
CV：狛乃ハルコ
村上さんはゲーム序盤には登場せず、ターンが進むと仕官を求める在野武将として新たに登場する。瀬戸内海に勢力を持った海賊衆「村上水軍」の末裔で水軍の復興を目指し、鮫のモチハダさんをお供に仲間集めの日々。南蛮渡りのスクール水着なる衣装と身体に似合わない大きな海賊帽をかぶっている。戦やお城勤めのない日は海辺を散歩していることが多い。
2009年3月13日に公開された「戦極姫のススメその参」スペシャルデータでは、スペシャルデータをインストールすると、どうみても魚介類である村上さんゆかりのユニークキャラクターが助勢に来るようになる。

### 長宗我部家
土佐の一部を支配する豪族。モデルは長宗我部氏。
長宗我部元親（ちょうそかべ もとちか）
モデル：長宗我部元親
絵師：西脇ゆぅり→さいばし（PS2/PSP版）
CV：高槻つばさ、雪野梨沙（PS2/PSP版）
「姫若子」と呼ばれる、小柄で華奢な身体に長い濡れ羽色の黒髪を持つ何処をどう見ても可憐な少女の容貌をした少年。性別は男だがサブヒロインキャラである。本人はチカに惚れていて、男らしくなろうとしている。
久武チカ（ひさたけ -）
モデル：久武親直
絵師：西脇ゆぅり→さいばし（PS2/PSP版）
CV：野宮香央里、宮沢ゆあな（PS2/PSP版）
親信の妹。よく元親をいじめている。これは好意の裏返しではなく、単純に気に入らないからである。
久武親信（ひさたけ ちかのぶ）
モデル：久武親信
絵師：真紅
CV：なし
誠実で、軍事に優れた手腕を持つ長宗我部家の重臣。土佐の「一領具足」制度下で元親を御旗に家中をまとめ上げた。元親への忠義が行き過ぎて空回りする事が多い。

### 本願寺
本願寺は大名家ではなく独立勢力扱いなので各武将は引き抜きコマンドで配下にしたり、武将の方から帰順してくることがある。モデルは石山本願寺および一向宗。
本願寺法王（ほんがんじほうおう）
モデル：なし
絵師：真紅
CV：なし
刹那的で破滅志向を抱いているような信仰集団の頭目。派手に傾いた衣装を纏う享楽的な美男子。摂津の国に巨大な城砦を構えて勢威を誇っており、自らはどこの大名家にも帰順しない。
雑賀孫市（さいが まごいち）
モデル：雑賀孫市
絵師：Kyo1
CV：なし
紀伊国雑賀城で雑賀衆を率いる独立勢力武将。
本願寺刻印兵（ほんがんじこくいんへい）
モデル：なし
絵師：米柄了
CV：狛乃ハルコ

### 朝倉家
越前の一部を支配する小大名。モデルは朝倉氏。
朝倉義景（あさくら よしかげ）
モデル：朝倉義景
絵師：Kyo1
CV：なし
諫言する家臣よりも、阿諛追従をしてくる家臣を好む暗君。殿様風の外見している。
朝倉景鏡（あさくら かげあきら）
モデル：朝倉景鏡
絵師：鱗屋→Kyo1（PS2/PSP版）
CV：なし
義景におべっかを使いつつ、乗っ取りを企む人物。
鳥居景近（とりい かげちか）
モデル：鳥居景近
絵師：真紅
CV：なし
朝倉家の忠臣。有能ではあるが、短気な性格で交渉事や諌言は苦手。また若い上に軽薄な外見から家中でその言を用いてもらえない悲運の将。

### 浅井家
北近江を支配する小大名。モデルは浅井氏。
浅井長政（あざい ながまさ）
モデル：浅井長政
絵師：Kyo1
CV：なし
人柄良く部下に慕われている武将。
「海赤雨の三将」という特殊グラフィックの武将（後述）を従えている。

### 九鬼氏
九鬼氏は大名家ではなく独立勢力扱いなので各武将は引き抜きコマンドで配下にしたり、武将の方から帰順してくることがある。モデルは九鬼氏。
九鬼嘉隆（くき よしたか）
モデル：九鬼嘉隆
絵師：真紅
CV：なし
伊勢・志摩に勢力を持った九鬼水軍（海賊）の棟梁。女に優しく男に厳しいという極端的なフェミニスト気取りの女尊男卑主義者。海賊仲間の村上さんと通づるところがある。
鉄鋼戦鬼宿（てっこうせん きしゅく）
モデル：鉄甲船｢鬼宿｣
絵師：米柄了
CV：狛乃ハルコ
鉄鋼船を擬人化した武将。それゆえか、物言いが機械的である。

### 徳川家
三河の一部を支配する豪族。モデルは松平氏。
徳川家康（とくがわ いえやす）
モデル：徳川家康
絵師：和光天水→さいばし（PS2/PSP版）
CV：水純なな歩、澤宮菜穂（PS2/PSP版）
徳川家のうら若き当主。かわいいお嬢様風の外見とは裏腹に戦略・政治においてしたたかな手を打ってくることから一部では「姫狸」と言われている。しかし、内職をして部下のために武器を買ってあげるなど弱小故の辛酸をなめている。
本多忠勝（ほんだ ただかつ）
モデル：本多忠勝
絵師：あまぎみちひと
CV：青葉りんご
義と武士道を重んじる徳川家の重臣。常に鎧を身にまとい、「どらごんふらいすれいやー」という槍を愛用している。生粋の三河武士の中で生まれ育ってきたため天下屈指の武勇を持つ侍として成長したが、味噌と糞の区別がついていなかったり、人前で平気で裸になったりするなど常識や自身の性別を忘れてしまっている。
服部半蔵（はっとり はんぞう）
モデル：服部半蔵
絵師：あまぎみちひと
CV：杉原茉莉、水口まつり（PS2/PSP版）
徳川家に仕える忍者。無口で、常に顔を覆面で覆っている謎の人物。
実はこの見た目は「すうぱぁにんじゃけっと」なる鎧のようなものであり、本人の見た目は全く異なる。

### 斎藤家
美濃の一部を支配する豪族。モデルは斉藤氏。
斎藤道三（さいとう どうさん）
モデル：斎藤道三
絵師：鱗屋
首に大きな数珠をかける悪人面の武将。己の知略を過信したところがある。

### 富樫家
加賀の一部を支配する小大名。モデルは富樫氏。
富樫晴貞（とがし はるさだ）
モデル：富樫晴貞
絵師：米柄了
CV：中家志穂
加賀守護富樫家の当主とはいうものの傀儡で実権はなく配下の武将が誰も居ない、不運な目によくあってしまう。PS2・PSP移植版ではサブヒロインキャラクターとしては削除されている。

### 今川家
遠江、駿河を支配する小大名。モデルは今川氏。
今川義元（いまがわ よしもと）
モデル：今川義元
絵師：鱗屋→Kyo1（PS2/PSP版）
CV：なし
武将ユニットとしては登場せず、織田信長のシナリオで尾張統一した時に桶狭間イベントに出てくるのみで、戦闘に出てくる事もなく敗北・死亡する。

### 北条家
伊豆、相模の全域および武蔵の一部を支配する小大名。モデルは北条氏。
北条早雲（ほうじょう そううん）
モデル：北条早雲
絵師：華師
CV：歌織、富山あかり（PS2/PSP版）
法衣をまとった妖艶な美女で実際の年齢は不明。色々な意味で巧者である。
風魔（ふうま）
モデル：風魔小太郎
絵師：真紅
CV：なし
北条家、早雲配下の忍者。頭領は代々、小太郎を名乗る一族。

### 佐竹家
常陸、南陸奥の一部を支配する小大名。モデルは佐竹氏。
佐竹義重（さたけ よししげ）
モデル：佐竹義重
絵師：真紅
CV：なし
軍略、武勇に優れ「鬼義重」「板東太郎」と呼ばれる般若のような鬼の面の半身をつけた白面の美男子。常陸源氏出自として甲斐源氏の武田信玄になにか通じるものを感じている。

### 伊達家
中陸奥、南出羽の一部を支配する小大名。モデルは伊達氏。
伊達政宗（だて まさむね）
モデル：伊達政宗
絵師：米柄了→熊虎たつみ（PS2/PSP版）
CV：風音
武略、統率力に秀で戦場では威厳溢れる女丈夫だがお酒が入ってへべれけになるとちょっぴりだらしない。美食と共に妙に酒の銘柄に詳しい食通。
片倉景綱（かたくら かげつな）
モデル：片倉景綱
絵師：和光天水→熊虎たつみ（PS2/PSP版）
CV：高槻つばさ、雪野梨沙（PS2/PSP版）
神職の家系という出自から、巫女のような衣装を纏っている。伊達の重臣で智謀面を補う政宗の片腕。冷静だが颯馬に対してはぶっきらぼうな物言いをする女傑で、誰より政宗のことを慕っている。

### 最上家
南出羽の一部を支配する豪族。モデルは最上氏。
最上義守（もがみ よしもり）
モデル：最上義守
絵師：みつるぎあおい→とむそおや（PS2/PSP版）
CV：水純なな歩、澤宮菜穂（PS2/PSP版）
ごく若い時期に家督を継承して以後、最上氏の復権に力を注ぎ、領民からも慕われている。「もがみん」と呼ばれるのを気にしている。
2009年3月6日に公開された「戦極姫のススメその壱」スペシャルデータを適用すると、最上軍団がかなり増強される。この追加パッチで最上家に新たに登場する武将は仮面ライダーが元ネタである。

### 南部家
北陸奥の一部を支配する豪族。モデルは南部氏。
南部信直（なんぶ のぶなお）
モデル：南部信直
絵師：Kyo1
CV：なし
南部家の当主。もともとは先代当主の養子でその当主に実子が生まれた事から身を引いたが先代や実子が相次いで死に色々なごたごたの末に当主に祭り上げられてしまったため、厭世的でやる気のない当主になってしまっている。
北信愛（きたのぶ あい）
モデル：北信愛
絵師：あまぎみちひと
CV：水純なな歩、澤宮菜穂（PS2/PSP版）
やる気のない信直を守り立てる南部家の家臣。有能であるがナイスボディの持ち主であり、本人はその事を気にしている。

### 足利将軍家
足利将軍家はゲーム途中で諸勢力に保護を求めてくる（プレイヤー大名家とは限らない）。将軍を受け入れると将軍と細川姉妹が自軍の武将となる。
足利義輝（あしかが よしてる）
モデル：足利義輝
絵師：華師
CV：成瀬未亜
幼くワガママな将軍。「剣豪」「剣聖将軍」と称される通り、どんな状況で敵に襲われても対処できるよう、常に国宝級の日本刀を多数持ち歩いている。諸勢力に保護を求めて回る。
細川藤孝（ほそかわ ふじたか）・細川幽斎（ほそかわ ゆうさい）
モデル：細川幽斎
絵師：華師
CV：東かりん、平山縁（PS2/PSP版）
双子の姉妹で2人ともサイドテールの髪型に旅装をしている。服の色、サイドテールの位置で判別できる他、幽斎の方が胸が大きい。藤孝が活発で、幽斎はおとなしいというのが性格上の特徴。

### 無所属
以下の武将はゲーム序盤には登場せずターンが進むことによって新たに仕官してくる。
石田二成（いしだ ふたなり）
モデル：石田三成
絵師：あまぎみちひと
CV：歌織
名前の通りのふたなり。「みんなでヤリまくれば世界平和になる」という思想を持っていて、男女問わず狩りまくる。現在のターゲットは本多忠勝。治世に秀でた能吏で本人は義と愛に生きているつもりだが、他人の話を聞かずマイペースに突っ走り過ぎる。
「女に会う」コマンドで選べないというバグがあったが、パッチで修正されている。
ROMちゃん（ろむちゃん）
モデル：なし
絵師：みつるぎあおい→ぽーしょん（PS2/PSP版）
CV：野宮香央里、宮沢ゆあな（PS2/PSP版）
鬼ヶ島に引き篭もっていたという鬼っ娘。牛柄のビキニ姿。2009年の正月には丑年ということで公式サイトの表紙を飾った。
「戦極姫のススメその四」スペシャルデータを適用すると統率&智謀が15になり兵力も満タン（5000）、銃も2000挺装備の状態に変身してゲーム開始当初から在野登場する。
杉田玄白（すぎた げんぱく）
モデル：杉田玄白
絵師：西脇ゆぅり→ぽーしょん（PS2/PSP版）
CV：桜川未央、小林眞紀（PS2/PSP版）
あやしげな「乱学」を修めている自称・玄白オブ女医TOY。
デュクシー
モデル：なし
絵師：みつるぎあおい→ぽーしょん（PS2/PSP版）
CV：高槻つばさ、雪野梨沙（PS2/PSP版）
あたごタン
モデル：あたご型護衛艦
絵師：米柄了
CV：野宮香央里
檜前蓮（ひのくま れん）
モデル：なし
絵師：華師
CV：青葉りんご
げーせん18の作品『釣（ちょ～）☆カノジョ～あの娘は釣り頃、釣られ頃～』の登場人物である檜前稟の娘。無愛想な女子高生。しょーもない理由で戦極世界に召喚される。作品中様々な意味でぶちきれまくった奇妙な踊りを披露する。
リルフィニア
モデル：後述
絵師：
CV：風音
げーせん18の前作『詩篇69～深遠のメサイア～』の登場人物。ソフマップで本作を予約購入した者に配布された特典ディスクにデータが収録されている。特典ディスクを使用しなければ登場しない。
源義経
モデル：源義経
絵師：
CV：
もとは戦極姫2をソフマップで予約購入した者に配布された特典ディスクにデータが収録されていたキャラクター。人気が高かったため、本作の新装版の発売において新たに追加された。

## スタッフ
- 原画：あまぎみちひと、華師、米柄了、みつるぎあおい、yan-yam、和光天水、西脇ゆぅり
- サブ原画：鱗屋、kyo1、真紅
- シナリオ：葉月博規、Oじろー、天崎カケル

原画担当者はそれぞれの登場人物の欄参照。シナリオに関しては、毛利・上杉・武田ルートの担当者がOじろーであることが本人のHP内にて明言されている。

## PS2・PSP移植版
タイトル
戦極姫〜戦乱に舞う乙女達〜
発売日
2009年11月12日発売
変更点
- 新キャラの追加。
  - 元から登場していたものの、固有グラフィック＆イベント有りの女性武将に変更された武将もいる。
  - 一部のキャラクターは担当絵師が変更になっている。
- 新シナリオの追加。PS2版では伊達家ルート、PSP版では大友家ルート（実質的に立花道雪のシナリオ）が加えられている。
  - 既存のシナリオにも変更点や追加点がある。
  - 当然だが18禁に当たるシーンは削除されている。
- 全てのキャラクターに経験値とレベルの概念が導入された。ただし、「レベルアップ＝強化」と単純にいえない者もいる。[7]
- 戦闘時に5%の確率で発動するスキルを持つ武将がおり、戦局を変化させることがある。
- 「旱魃」「疫病」などの天災が追加された。ちなみに本作の基となっている『天下統一Advance』にはそれらの天災は存在していたため、「復活」したと言うほうが正しい。
- コマンドに武将の「解雇」が追加された。これにより、不要なユニットを解雇できるが、各勢力の重要武将の解雇はできない。

### 追加キャラクター

#### 大友家
高橋紹運（たかはし じょううん）
モデル：高橋紹運
原画:熊虎たつみ
CV:高城みつ(PS2/PSP版)、
立花道雪と義姉妹の契りを結んでいる武将で、彼女と大友家の武の双璧をなしている。生真面目であるせいで道雪からからかわれることもある。
作中では「じょううん」ではなく「しょううん」と呼ばれる

#### 伊達家
伊達成実（だて なるみ）
モデル：伊達成実
原画:とむそおや
CV:藤森ゆき奈
伊達政宗の妹。最強の武人になることを目指しているが、難しいことは考えられない。ただ、その一途(頑固)さから交渉役に向いているとも評される。「なるみ」という可愛らしい読み方にコンプレックスを持っており、「しげざね」と読むことを思いつく。

#### 陶家
陶晴賢（すえ はるかた）
モデル：陶晴賢
原画:Kyo1
CV:なし
元は大内義隆の家臣であったが、謀反を起こし独立した。

#### 宇喜多家
宇喜多直家（うきた なおいえ）
モデル：宇喜多直家
原画:真紅
CV:なし
策謀を駆使して今の地位を手に入れたため、多くの人々から畏怖されている宇喜多家当主。

#### 三好家
松永久秀（まつなが ひさひで）
モデル：松永久秀
原画:ごばん
CV:前田恵(PS2/PSP版)
ストーリー上の立場は三好家重臣だが、ゲームシステムでは独立した勢力となっている。一見、可憐な美少女だが、その内面には強い野心と男女問わずいたぶる性癖を秘めている。
十河一存（そごう かずまさ）
モデル：十河一存
原画:Kyo1
CV:なし
三好家重臣。松永久秀の台頭に危惧を覚えている。

#### 本願寺
下間頼廉（しもづま らいれん）
モデル：下間頼廉
原画:さいばし
CV:高城みつ(PS2/PSP版)、
常に口元を布で覆っている本願寺の坊官。本願寺に絶対の忠誠を誓っているが、本来は純粋な性格。

#### 浅井家
雨森弥兵衛（あめのもり やひょうえ）
モデル：雨森弥兵衛
原画:Kyo1
CV:なし
海北綱親（かいほう つなちか）
モデル：海北綱親
原画:Kyo1
CV:なし
赤尾清綱（あかお きよつな）
モデル：赤尾清綱
原画:Kyo1
CV:なし

#### 朝倉家
朝倉宗滴（あさくら そうてき）
モデル：朝倉宗滴
原画:ごばん
CV:前田恵(PS2/PSP版)
朝倉家の一門衆で、文武両道の名将。信望が厚く、一門衆筆頭の朝倉景鏡にも毅然とした態度をとることのできる唯一の人物。

#### 斎藤家
斎藤道三（さいとう どうさん）
モデル：斎藤道三
原画:真紅
CV:高城みつ(PS2/PSP版)、
移植に際して男性武将から女性武将に変更された。油商人から成り上がった女傑。サバサバとして細かいことにはこだわらないが、自分に反対するものを闇で葬る側面も持つ。

#### 今川家
今川氏真（いまがわ うじざね）
モデル：今川氏真
原画:Kyo1
CV:倉田まりや
桶狭間の合戦以降、落ちぶれた今川家を復興させるために奮闘する今川家当主。義元に追いつこうとして努力しているが、ファザコン気味のところがある。

#### 里見家
里見義尭（さとみ よしたか）
モデル：里見義堯
原画:真紅
CV:なし
里見家当主。全身、常に鎧兜で身を包んでおり、だれもその真の姿を見たことがない。鎧には『里見八犬伝』に登場する八つの玉が埋め込まれている模様。
2のCS版では会いに行く度に上記の八つの玉が1つずつ渡される。
1つずつ渡されるのは仁、義、礼、智のみで最後は面倒くさくなったと言って忠、信、孝、悌の4つの玉を一度に渡される
さらに会いに行くと何かあったときに8つの玉を使うように言われるが、実際に使うシーンは一切ない

#### 佐竹家
真壁氏幹（まかべ うじもと）
モデル：真壁氏幹
原画:真紅
CV:なし
佐竹義重の相棒で、顔の左半分を鬼の面で覆っている。口は悪いが義理堅い。史実通り棒を用いる。

#### 最上家
最上義光（もがみ よしあき）
モデル：最上義光
原画:とむそおや
CV:狛乃ハルコ
もとは最上義守に助けられ、白寿と名付けられた白狐。那須の殺生石の気を浴びて人間の姿に化け、義守によく似た姿となる。傲慢だが、義守を母と慕い、彼女にだけは頭が上がらない。

#### 南部家
津軽為信（つがる ためのぶ）
モデル：津軽為信
原画:さいばし
CV:倉田まりや
南部家武将。やる気のない当主の下で悶々としていたが、偶然手に入れた青龍刀がきっかけで、英傑のように戦うことを望む。史実通り、関羽にあこがれている。

#### 無所属
ペリー提督
モデル：マシュー・カルブレース・ペリー
原画:ポーション（PS2/PSP版）
CV:倉田まりや
外国からの使節団の少女。遊んでいるうちに置いてけぼりにされてしまった。勘違いして理解したものが多いが、間違いを認めない。
由利（ゆり）
モデル：由利鎌之助
原画:ポーション（PS2/PSP版）
CV:藤森ゆき奈
自称腕利きの忍びであるが、犬に追いかけられたり、自分の張った縄に絡まってしまうなどのドジが多い。

## コミック版
『戦極姫 〜PRINCESS OF WAR MASTER〜』のタイトルでウェブコミック配信サイト『FlexComixネクスト』で2009年10月27日から連載を開始し、2012年9月よりジー・モードの『COMIC メテオ』へ移籍して連載され、2013年6月から『戦極姫 どっかーん!』にタイトル変更し完結した。作画は神吉。
単行本はフレックスコミックスの発行で、ほるぷ出版（3巻までの旧版はソフトバンククリエイティブ）より発売。
- 『戦極姫 〜PRINCESS OF WAR MASTER〜』

1. 2010年8月10日 ISBN 978-4-593-85570-4
2. 2011年1月7日 ISBN 978-4-593-85571-1
3. 2011年9月8日 ISBN 978-4-593-85572-8
4. 2012年5月12日 ISBN 978-4-593-85691-6
5. 2012年12月12日 ISBN 978-4-593-85715-9

- 『戦極姫 どっかーん!』

1. 2013年7月12日 ISBN 978-4-593-85742-5
2. 2014年9月12日 ISBN 978-4-593-85789-0